# John Krebs
John Richard Krebs (né le 11 avril 1945) est un zoologiste anglais effectuant des recherches dans le domaine de l'écologie comportementale des oiseaux. Il est le directeur du Jesus College d'Oxford de 2007 à 2015,. Il est président de l'Association britannique des sciences en 2012-2013.

## Biographie
Fils de Hans Adolf Krebs, le biochimiste allemand qui décrit l'absorption et la libération d'énergie dans les cellules (le cycle de Krebs), John Krebs fait ses études à la City of Oxford High School et au Pembroke College d'Oxford où il obtient un BA en 1966, un MA en 1970 et un DPhil en 1970. Il occupe ensuite des postes à l'Université de la Colombie-Britannique et à l'université de Bangor, avant de retourner à Oxford en tant que chargé de cours en zoologie, avec une bourse au Wolfson College d'Oxford, puis à Pembroke . Il est élu membre de la Royal Society en 1984  et de 1988 à 2005, il occupe un poste de professeur de recherche de la Royal Society dans le département de zoologie de l'université d'Oxford, où il est basé au Pembroke College. Il est directeur général du Natural Environment Research Council de 1994 à 1999 et en 1999, il est fait chevalier. De 2000 à 2005, il est le premier président de la British Food Standards Agency. Le 15 février 2007, la Commission des nominations de la Chambre des lords le nomme pair à vie cross-bencher. La pairie a été publiée le 28 mars 2007 sous le titre de baron Krebs, de Wytham dans le comté d'Oxfordshire . En 2007, Lord Krebs accepte le poste de directeur du Jesus College, Oxford, qu'il occupe jusqu'en 2015.
La carrière de Krebs est à la fois productive et influente. Sa spécialité est l'ornithologie. Il publie plus de 130 articles évalués, 5 livres et 130 chapitres de livres, critiques ou articles populaires. Ils introduisent de nouvelles méthodes dans la science de l'ornithologie, notamment l'utilisation de modèles d'optimalité pour prédire le comportement de recherche de nourriture, et, plus récemment, des techniques de neurobiologie et de psychologie expérimentale pour évaluer les capacités mentales des oiseaux et les relier à des régions particulières du cerveau.
Au cours de sa présidence de la Food Standards Agency, Krebs critique le mouvement des aliments biologiques, affirmant que les gens qui achètent de tels aliments « n'en ont pas pour leur argent, à mon avis et de l'avis de la Food Standards Agency, s'ils pensent acheter aliments avec une qualité nutritionnelle supplémentaire ou une sécurité accrue. Nous n'avons pas de preuves pour étayer ces affirmations. ».
Après avoir dirigé les essais aléatoires d'élimination des blaireaux, Krebs devient l'un des principaux experts britanniques en matière de tuberculose bovine. Les conclusions du RBCT le conduisent à s'opposer à d'autres abattages de blaireaux en 2012 et il contribue à un article sur le sujet rédigé par le groupe de réflexion de centre droit Bow Group.
Krebs est membre du Conseil Nuffield sur la bioéthique 2006–2007 et préside le groupe de travail sur la santé publique, en 2006–2007. Il prend la présidence du Réseau national des centres d'apprentissage scientifique en 2007. Il est membre de l'organe statutaire indépendant, le Comité sur le changement climatique, et président de son sous-comité de l'adaptation, de 2009 à 2017.
Pour sa recherche scientifique et son leadership, il reçoit des doctorats honoris causa de 16 universités.
En 2005, il donne les conférences de Noël de la Royal Institution sur la vérité sur l'alimentation.

## Publications notables

### Livres
- Stephens, D. W. & Krebs, J. R. (1986) Foraging Theory. Princeton: Princeton University Press.  (ISBN 0-691-08442-4)
- Kamil, Alan C., John R. Krebs and H. Ronald Pulliam. (1987) Foraging Behavior, Plenum Press, New York and London.
- Krebs, J. R. & Davies, N.B. (1993) An Introduction to Behavioural Ecology, 4th ed. Oxford: Blackwell  (ISBN 0-632-03546-3)
- Krebs, J. R. & Davies, N.B., eds. (1997) Behavioural Ecology: An Evolutionary Approach, 4th ed. Oxford: Blackwell. (1st ed. 1978.)  (ISBN 0-86542-731-3)
- Dawkins, R. & Krebs, J. R. (1978). "Animal signals: information or manipulation?", Behavioural Ecology: an evolutionary approach 1st ed. (Krebs, J. R. & Davies, N.B., eds) Blackwell: Oxford, pp 282–309.
- Krebs, J. R. and Dawkins, R. (1984). "Animal signals: mind-reading and manipulation", Behavioural Ecology: an evolutionary approach, 2nd ed (Krebs, J. R. & Davies, N.B., eds), Sinauer: pp 380–402.

### Articles de journaux
- Dawkins et Krebs, « Arms races between and within species », Proceedings of the Royal Society of London B, vol. 205, no 1161,‎ 1979, p. 489–511 (PMID 42057, DOI 10.1098/rspb.1979.0081, Bibcode 1979RSPSB.205..489D)
- Krebs, « The Croonian Lecture 2004 Risk: Food, fact and fantasy », Philosophical Transactions of the Royal Society B: Biological Sciences, vol. 360, no 1458,‎ 2005, p. 1133–1144 (PMID 16147514, PMCID 1569505, DOI 10.1098/rstb.2005.1665)
- Biegler, McGregor, Krebs et Healy, « A larger hippocampus is associated with longer-lasting spatial memory », Proceedings of the National Academy of Sciences, vol. 98, no 12,‎ 2001, p. 6941–6944 (PMID 11391008, PMCID 34457, DOI 10.1073/pnas.121034798, Bibcode 2001PNAS...98.6941B)
- Clayton et Krebs, « Hippocampal growth and attrition in birds affected by experience », Proceedings of the National Academy of Sciences of the United States of America, vol. 91, no 16,‎ 1994, p. 7410–7414 (PMID 8052598, PMCID 44410, DOI 10.1073/pnas.91.16.7410, Bibcode 1994PNAS...91.7410C)
- Krebs, Sherry, Healy et Perry, « Hippocampal specialization of food-storing birds », Proceedings of the National Academy of Sciences of the United States of America, vol. 86, no 4,‎ 1989, p. 1388–1392 (PMID 2919184, PMCID 286696, DOI 10.1073/pnas.86.4.1388, Bibcode 1989PNAS...86.1388K)